# Cottage Grove (Minnesota)
Cottage Grove es una ciudad ubicada en el condado de Washington en el estado estadounidense de Minnesota. En el Censo de 2010 tenía una población de 34589 habitantes y una densidad poblacional de 356,25 personas por km².

## Geografía
Cottage Grove se encuentra ubicada en las coordenadas 44°48′48″N 92°54′52″O / 44.81333, -92.91444. Según la Oficina del Censo de los Estados Unidos, Cottage Grove tiene una superficie total de 97.09 km², de la cual 87.08 km² corresponden a tierra firme y (10.31%) 10.01 km² es agua.

## Demografía
Según el censo de 2010, había 34589 personas residiendo en Cottage Grove. La densidad de población era de 356,25 hab./km². De los 34589 habitantes, Cottage Grove estaba compuesto por el 86.5% blancos, el 3.9% eran afroamericanos, el 0.51% eran amerindios, el 5.26% eran asiáticos, el 0.06% eran isleños del Pacífico, el 1.43% eran de otras razas y el 2.35% pertenecían a dos o más razas. Del total de la población el 4.79% eran hispanos o latinos de cualquier raza.